# Big Eyes (banda sonora)
«Big Eyes: Music from the Original Motion Picture» es la banda sonora de la película homónima (dirigida por Tim Burton), compuesta por Danny Elfman.

## Antecedentes y composición
La banda sonora está compuesta por Danny Elfman, compositor habitual de Tim Burton desde 1985.
La cantante y compositora Lana Del Rey ha confirmado que será parte de la banda sonora para finales de 2014. La banda sonora constaría de dos canciones: "Big Eyes" (que aparece en la mitad de la película) y "I Can Fly" (que rueda durante los créditos).
De acuerdo con Larry Karaszewski, uno de los productores de la película:

“Tim le mostró su película y ella se enamoró de ella. Las mujeres en particular parecen conseguir la película, y Lana realmente tiene la película. Todo es acerca de una mujer que no puede encontrar su voz. La canción de Lana expresa lo que Margaret se siente tan perfectamente, que es como un soliloquio de sus pensamientos interiores.”

La obra combina baladas de piano minimalista antes de explotar en exuberantes aperturas orquestales, con un canturreo adolorido de Del Rey, brindando una capa sobre capa de angustia y melancolía.

## Nominaciones
The Weinstein Company, el estudio de cine detrás de "Big Eyes", decidió presentar la canción para los Premios Óscar a la Mejor Canción Original. También fue nominada a los Critics' Choice Movie Awards a la Mejor Canción el 15 de diciembre de 2014, así como para el 2015 en los Globo de Oro a la Mejor canción Original.

## Pistas
| N.º | Título                                                      | Duración |  |
| 1.  | «Big Eyes» (letra escrita e interpretada por Lana Del Rey)  | 4:41     |  |
| 2.  | «Bludan»                                                    | 3:15     |  |
| 3.  | «Doxy»                                                      | 4:55     |  |
| 4.  | «Hey Now»                                                   | 3:41     |  |
| 5.  | «Tropicville»                                               | 3:10     |  |
| 6.  | «Rik-A-Tik»                                                 | 3:02     |  |
| 7.  | «A Minor Goof»                                              | 3:54     |  |
| 8.  | «I Can Fly» (letra escrita e interpretada por Lana Del Rey) | 5:48     |  |
| 9.  | «Opening»                                                   | 3:59     |  |
| 10. | «Who’s The Artist?»                                         | 2:56     |  |
| 11. | «Margaret»                                                  | 3:04     |  |
| 12. | «Walter»                                                    | 4:49     |  |
| 13. | «Victory»                                                   | 4:59     |  |
| 14. | «End Credits»                                               | 1:12     |  |

Fuente: La Higuera.

## Premios y nominaciones

### Globos de Oro
Los Globos de Oro son una entrega anual de premios concedidos por los 93 miembros de la Asociación de la Prensa Extranjera de Hollywood en reconocimiento a la excelencia de profesionales en cine y televisión, tanto en Estados Unidos como a nivel mundial.
| Año  | Trabajo nominado | Categoría              | Resultado |
| ---- | ---------------- | ---------------------- | --------- |
| 2015 | «Big Eyes»       | Mejor canción original | Pendiente |